# ヒトデ
ヒトデ（海星、人手、英: starfish）は、棘皮動物門ヒトデ綱（海星綱、Asteroidea）に所属する動物の総称。
多くの種は、体が平たい星形（☆）の姿をしている。世界でおよそ2000種、日本近海に限ってもおよそ300種が確認されている。その生息域は、潮間帯から深海、あるいは熱帯域から極帯域に至る世界中の海底だが、一方で淡水や陸上に生息する種はいない。

## 名称
ヒトデ（人手）という和名は、5本の腕をもつ姿を5本の指をもつ人の手になぞらえたものである。また、海星はその姿を星形に見立てた事に由来する。江戸時代までは、モミジガイ（紅葉貝）とも呼ばれたが、この呼称は現在はモミジガイ目などに留まる。
英語では「starfish」（「fish」は魚ではなく海の動物の意味）あるいは「sea star」（海の星）、フランス語では「étoile de mer」（海の星）、ドイツ語では「Seestern」（海の星）など、多くの言語で星にちなんだ名で呼ばれている。

## 形態

ヒトデの部分解剖図
1 幽門胃
2 直腸
3 直腸腺
4 石管
5 多孔板
6 幽門盲嚢
7 消化腺
8 噴門胃
9 生殖巣
10 歩帯板
11 瓶嚢

ヒトデの体は中央の盤と、そこから放射状に伸びる腕からなる。他の棘皮動物と同様に構造は五放射相称で、腕は5本であることが多いが例外もある。口は下側にあり、この面を口側（こうそく）、上面を反口側（はんこうそく）と呼ぶ。口側の中央に口があり、そこから腕の先端に向けて歩帯溝（ほたいこう）と呼ばれる溝が伸びる。歩帯溝には無数の管足（かんそく）が並ぶ。
ヒトデの中心から腕の先端までの距離を幅長（ふくちょう）、中心から腕と腕の間の部分までの距離を間幅長（かんふくちょう）と呼び、一般的にヒトデの大きさは幅長で表される。

### 骨格と表皮
ヒトデの体は、表皮の下にある小さな骨片を隙間なく並べた内骨格に覆われている。骨片は炭酸カルシウムの結晶で、スポンジ状の多孔質（ステレオム構造）をしている。骨片は筋肉とキャッチ結合組織で繋がれているが、キャッチ結合組織は自由に固さを変えることができ、これにより体を柔らかく動かすことも硬直させることもできる。キャッチ結合組織は一度硬くするとエネルギーをほとんど消費せずに状態を維持することができ、その様からcatch（留め金）と名付けられた。
反口側の骨片のうち1か所だけ大きく板状の骨がある。これには微細な穴があることから多孔板と呼ばれ、水管系に海水を取り込む入口の役割を果たす。口側では、口から腕の先端に向けて放射状に歩帯板と呼ばれる骨が対になって並び、V字の溝（歩帯溝）をなす。
反口側の表皮にはたくさんの突起があるが、これらは骨格の隙間から飛び出た体腔で皮鰓（ひさい）と呼ぶ。皮鰓はガス交換の役割を担うと考えられるが、その数は種によって異なる。また皮鰓とは別に骨片が変形した棘などを持つ種もいる。反口側の表皮は鮮やかな色や模様を持つものも多い。多くは赤系だが、これは水中での保護色と考えられる。

### 棘と叉棘
| 左：イバラヒトデ科の骨格（口側）右：オニヒトデの叉棘  |  | 左：イバラヒトデ科の骨格（口側）右：オニヒトデの叉棘 |
| 左：イバラヒトデ科の骨格（口側） 右：オニヒトデの叉棘 |  |                                                      |

一部の種では、骨片が棘やピンセット状の叉棘（さきょく）の形状になるものがあるが、これらは他の棘皮動物と同様に表皮に覆われている。叉棘は骨片の組み合わせにより2本の棘をハサミのように動かすことができる棘で、ウデボソヒトデなどの一部の種では叉棘でデトリタスを挟むように捕まえるが、多くの種では用途は分かっていない。
また、オニヒトデの棘は長さ3センチメートルほどで先が槍のように鋭利になっており、刺さると表皮が破れて内部の毒腺から猛毒が注入される。

### 水管系
水管系は、ヒトデの移動器官や循環器系に相当する機能を持つ。盤の口を取り巻くように環状水管があり、そこから各腕の先端まで放射水管が伸びており、内部は体液で満たされている。環状水管から反口側に向かって1本だけ管が伸び、多孔板を通して海中と繋がっている。したがって水管系には海水が取り込まれるが、孔の内部にある多数の繊毛によりその量は制御される。多孔板と環状水管を繋ぐ管は石灰が付着して硬くなっており、石管と呼ばれる。
放射水管には、左右対称に枝のように側管が伸び、その先端に管足が付く。管足の基部には瓶嚢と呼ばれる袋があり、瓶嚢を収縮・膨張させることで管足内の水圧を制御して管足を伸縮させる。管足は歩行のみならず、その表面でガス交換・老廃物の放出を行い、餌を捕らえる摂食器官や感覚器官としても機能する。

### 消化器系
ヒトデの消化器官は短いが発達している。口は盤の中央に位置し、ごく短い食道を通して胃に繋がる。胃は、噴門胃と幽門胃に分かれる。ある種では噴門胃が体内で蛇腹のように畳まれており、捕食する際にこれを反転させて口から出して口外摂食することがある。口から出す胃はかなり大きく、オニヒトデは自分の体と同じくらいに広げることが出来る。胃の周囲には消化液を分泌する5対の幽門盲嚢が付くが、それらは腕の内部まで入り込んでいる。また、幽門盲嚢には栄養分を一時的に溜め込む働きもある。胃から反口側に向けてごく短い腸が伸びて、肛門に達する。肛門は盤の中央からややずれた位置にあって小さく目立たず、消化しきれない貝殻などは口から排出することもある。また、肛門が無い種も少なくない。

### 神経系

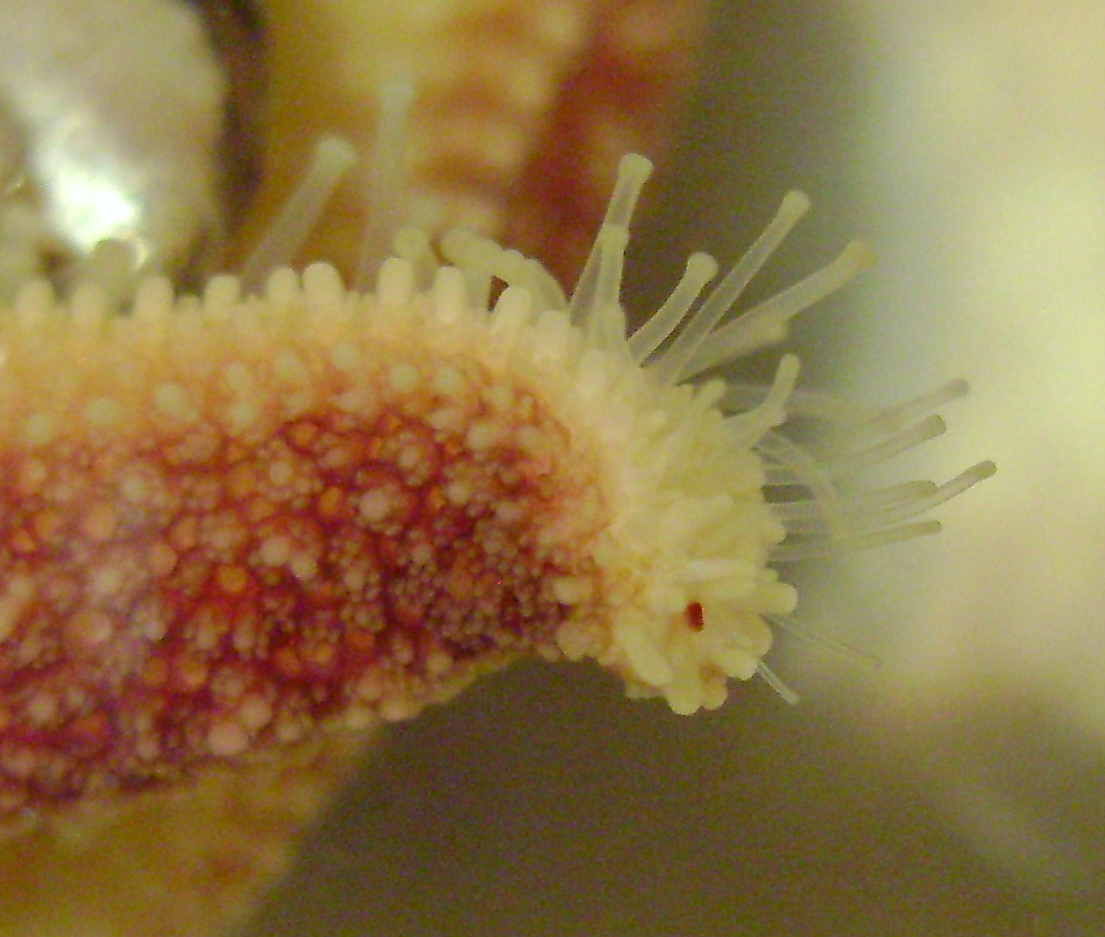
腕の先端にある赤い点が眼点

ヒトデは脳を持たないが、体に分布する感覚細胞で受けた物理的・化学的な刺激を神経で伝えている。神経も水管系と同様に盤に環状神経があり、そこから各腕に放射神経が伸びる。また、腕の先端には眼点と呼ばれる器官がある。眼点は複数の感覚細胞が集まる複眼のような構造で、解像度は低いが光の方向を認識し朧げな「像」として捕らえられると考えられている。実験では、オニヒトデは5メートルほど離れた場所にあるリーフを見つけ出している。
また、ヒトデは匂いで餌を探り当てることが知られている。匂いの感覚細胞は体表全体に分布しており、実験では餌の場所だけでなく好き嫌いも判断することができた。

### 生殖器系
生殖巣は盤あるいは腕の付け根に5対あり、多くの種では対をなしている。精子・卵子を海中に放出する生殖孔は反口側にある。

### クモヒトデとの違い
クモヒトデは盤と腕の境界が明確で、細く長い5本の腕が盤から飛び出るような姿をしている。腕の骨格は中心に関節で繋がる腕骨があり、それを4枚の腕板が囲む。腕の口側に歩帯溝は無く、管足は有るが移動にはあまり使わない。移動は腕骨に付く筋肉を使って腕を素早くしならせて海底を掻き、その速度はヒトデよりも遥かに早く、中には泳ぐ種もいる。全ての種で肛門がないため排泄は口で行い、多孔板や生殖裂孔なども全て口側にある。また生殖嚢を持ち、その中で幼生を保育する種が多い。

## 生態

### 寿命
ヒトデの一生には不明な点が多く、その寿命も確かなことは分かっていない。キヒトデは水槽などの飼育環境で数年生きることが確認されており、その成長スピードと野生のキヒトデの大きさから逆算すると、寿命は5から10年程度と推測されている。また、幅長40センチメートルにもなる大型の種では30年、逆に成長が遅い南氷洋の種では幅長5センチ程度に成長するまで39年掛かると推定されており、種によってかなり異なると考えられる。

### 食性
| 左：エビを包む半透明の膜が胃。右：二枚貝を捕食するヒトデ。  |  | 左：エビを包む半透明の膜が胃。右：二枚貝を捕食するヒトデ。 |
| 左：エビを包む半透明の膜が胃。 右：二枚貝を捕食するヒトデ。 |  |                                                            |

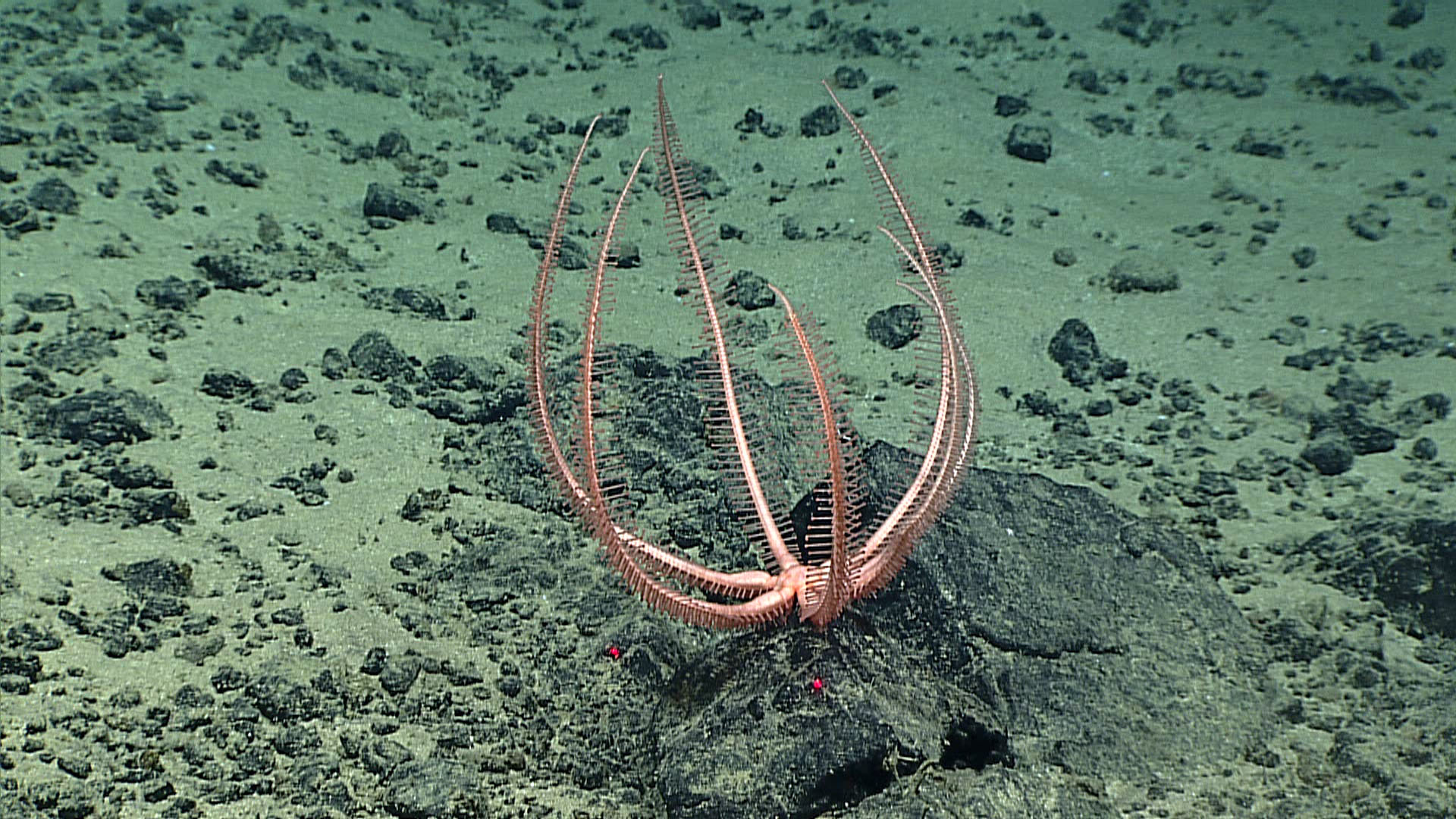
海中に腕を広げるウデボソヒトデ類

ヒトデの食性は様々だが、最も多いのは肉食性である。主に動きの遅いアサリやホタテガイなどの貝類やフジツボなどを好むが、同じヒトデを含む棘皮動物や、動きの速いエビや魚を捕食したり、あるいは腐肉食をすることもある。小さな餌は口から胃に入れるが、口に入らないような大きな餌は、体外に出した胃で餌を包み込み消化吸収する。
二枚貝を捕食する際には、貝殻が開く側を口に向けて腕ですっぽりと覆いこみ、貝殻に管足の吸盤を貼り付けて両側に引っ張る。この際のヒトデはキャッチ結合組織で体を硬直させて引っ張るが、その力は4から5キログラムに及ぶ。貝に隙間ができると、そこから反転した胃を入れて消化吸収を行う。その際に必要な隙間は0.1ミリメートルほどである。
イトマキヒトデの仲間などは、素早い動物を待ち構えて捕食することがある。ヒトデが5本の腕を海底につけて盤を浮かせてドーム状の体制を取ると、海底とヒトデが作る隙間は魚にとって安全な場所のように見える。そこに小魚やエビが誘い込まれると、ヒトデは徐々に体を降ろして捕食する。
深海に生息するウデボソヒトデ類は、ウミユリのような受動的懸濁物食者である。たくさんの腕を海中に漂わせて、棘や叉棘で漂うデトリタスを捕らえ、腕を曲げて口まで運んで捕食する。同じく深海に生息するマンプクヒトデ類は砂の中に潜って生息するが、海底に堆積したデトリタスを砂ごと胃に入れ、養分を消化吸収した後に砂を排出している。
また、アオサや芝草などの海藻やサンゴを食べる種もある。

### 運動
ヒトデは管足を用いて移動する。管足は水管系の端部にあり、チューブのような形状で内部は体液で満たされている。管足の先端には吸盤があり、反対の基部は腕の内部にあり瓶嚢と呼ばれる袋が付く。この瓶嚢を縮めて体液を送ると管足が伸びる。また管足には筋肉も付いており、それによって管足を任意の方向に曲げることができる。この伸縮と曲げを組み合わせて海底を蹴るように動かす。多数の管足は水管系に沿った神経系により同調させることができ、これによりゆっくりと動く。また、先端の吸盤からは粘着性の分泌液を出すことができ、これを使って岩礁やガラスに吸い付いてよじ登ることもできる。その動きは極めて遅く、キヒトデ類で1分間に数センチから20センチメートルほどで、観測された最も早い記録でもスナヒトデ類の分速75から115センチメートルである。
一方で砂地に生息するヒトデは、砂に潜ることがある。モミジガイは潜る際に歩帯溝を開いて管足を腕の両側に伸ばし、管足で体の下にある砂を腕の両脇に掻きだすように掘って体を砂に埋めてゆく。こうした砂地で暮らす種では、管足の先端に吸盤はなく尖っている。
ヒトデがひっくり返った時の反転行動には2種類ある。一つは、腕を曲げたり捻ったりして腕の先端の管足で海底面を掴み、それを手掛かりに盤やその他の腕を持ち上げてでんぐり返しする方法である。もう一つは、口側に向かって全ての腕を曲げてチューリップ状になり、いずれかの方向へ横倒しの体制になったら上側の腕の管足で海底面を掴み、掴んだ方向に進みながら丸めた体を徐々に伸ばしていく方法である。

### 有性生殖

#### 放卵放精

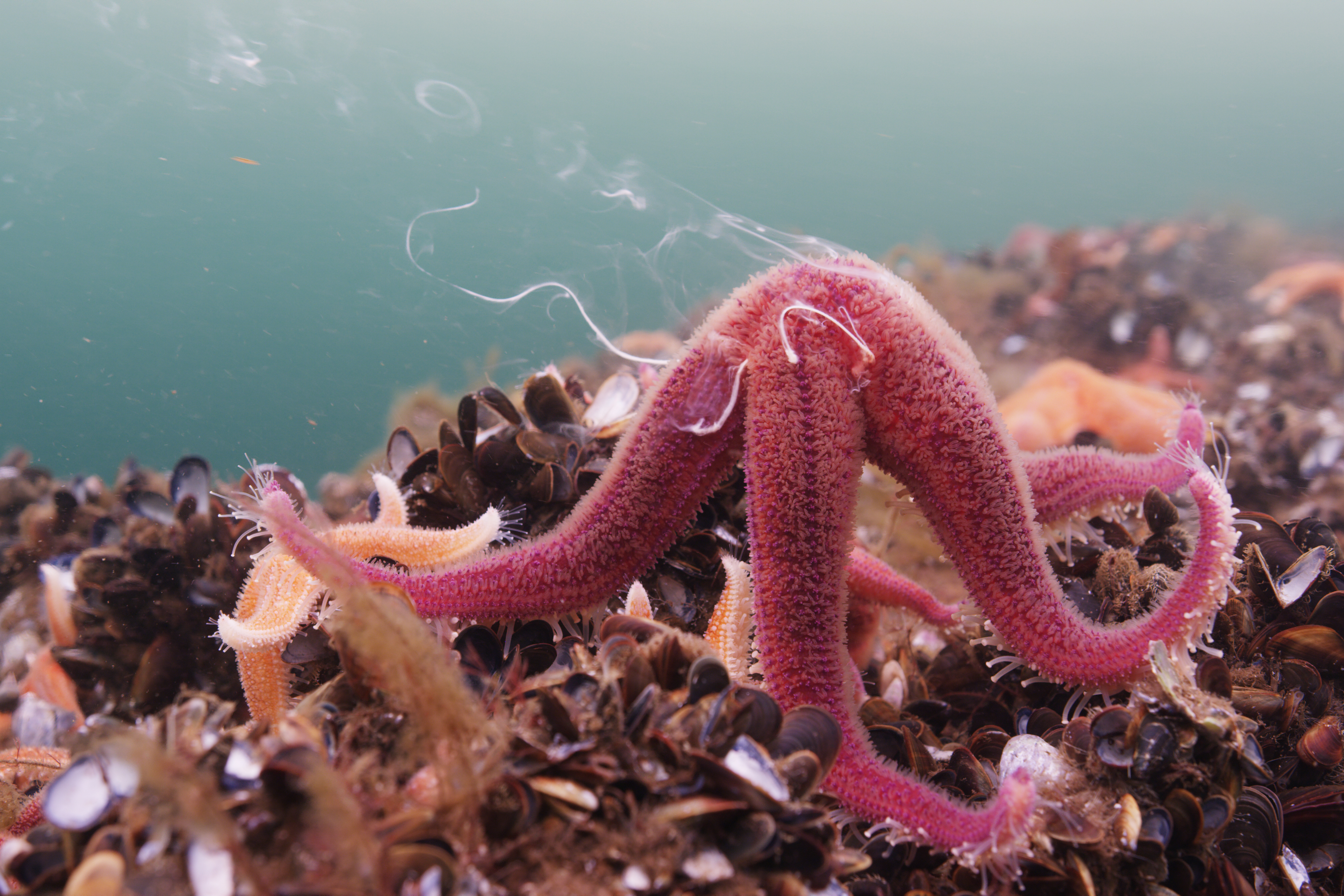
Asterias rubens の放精

ヒトデの多くの種は、雌雄異体である。メスとオスはそれぞれ腕の根本付近にある生殖孔から放卵放精を行い、受精は海水中で行われる。いくつか種では受精する確率を高めるために近くに集まったり、同時に放卵放精を行うことが知られているが、中にはカスリモミジガイのように雌雄が重なるように放卵放精を行う種もいる。また、コブヒトデなどは腕の先端で盤を持ち上げて海底から体を離す姿勢で放卵放精を行うが、これは効率よく海中に拡散させるためだと考えられる。
雌雄異体ではなく有性生殖をおこなう種としては、雌雄同体のチビイトマキヒトデや、単為生殖をするホウキボシの仲間Ophidiaster graniferなどが挙げられる。

#### 発生

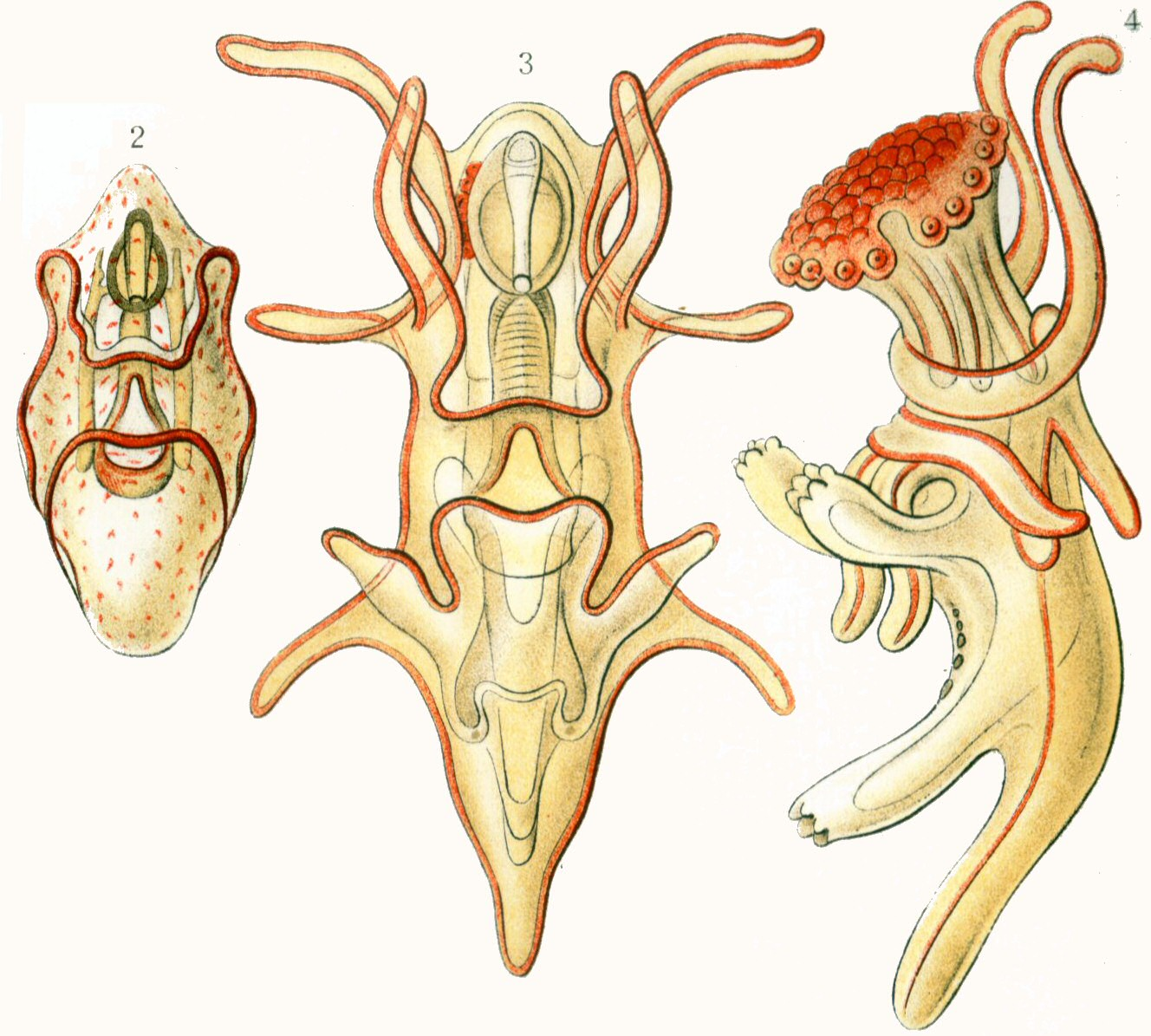
Asterias rubensの発生
2.スカフラリア幼生（ビピンナリア初期）:上方の緑の部分が胃。赤い帯状の部分は繊毛帯。
3.ビピンナリア幼生:左右に5対の腕が伸びる。胃の左側にある赤い部分が発生したばかりのヒトデ原基。
4.横から見たブラキオラリア幼生:左側に3本伸びるのがブラキオラリア腕。上部のヒトデ原基はさらに発達している。

ヒトデの発生は多様であるが、ここでは日本近海に広く見られるイトマキヒトデ（水温20度から22度）を例にする。卵が受精すると、1、2分でその周りに受精膜が見られるようになり、受精から1時間ほどすると卵割が始まる。イトマキヒトデの卵割様式は全等割で、やがて胞胚に達する。胞胚は球形で、中央の胞胚腔を細胞の壁が取り囲む有腔胞胚である。胞胚は受精後11時間半で受精膜から出て、繊毛で遊泳する。受精後15時間後には植物極付近の細胞が内部に陥入を始めて原腸を形成、その後原腸は幼生の消化管になる。受精後40時間で、体をよぎる繊毛帯が口と肛門付近に1つずつ現れる。この繊毛帯は幼生の遊泳器官でもあり、餌を摂食する器官でもある。この頃をビピンナリア幼生と呼ぶが、幼生は遊泳しながら植物性プランクトンを餌とする。受精後2日ごろのビピンナリア幼生は体長は350ミクロン幅は280ミクロンで、その姿は左右対称である。その後、左右の体腔嚢が原腸から分離するが、体腔嚢は左が大きく成長していく。受精後1週間で、左体腔嚢に5つの水腔葉（すいこうよう）が現れて左右非対称が顕著になっていく。この水腔葉は、将来は成体の水管系になる。ビピンナリア幼生はビピンナリア腕と呼ばれる5対の小突起をもつが、これとは別に幼生の腹部に3本のブラキオラリア腕が現れて、ブラキオラリア幼生になる。受精後20日ほどで、ブラキオラリア幼生は逆さまの体制でブラキオラリア腕で底質に付着する。この頃には左体腔嚢の中でヒトデ原基が発生し、五放射相称への変態が始まる。成長したヒトデ原基は、やがてその他の幼生器官を吸収して、直径が600ミクロンほどの稚ヒトデになる。
上記のような発生過程は一例であり、ヒトデの発生は種によって多様である。例えば同じイトマキヒトデ属のヌノメイトマキヒトデは、ビピンナリア幼生を経ずに胞胚からブラキオラリア幼生へ移行し、口を持たず必要な養分は卵に蓄えられている卵黄から摂取する。チビイトマキヒトデは卵から孵化するとすぐにブラキオラリア幼生になるが、海中を浮遊しない匍匐性である。またコイトマキヒトデは卵胎生で、受精からブラキオラリア幼生になるまで親の生殖巣内で過ごす。

#### 保育
ヒトデの幼生は浮遊して移動するプランクトンになる種が多いが、親が子を保育する種もいる。体内で保育する種としては、前述の生殖巣で保育するコイトマキヒトデの他に、胃の中で保育するSmilasterias multiparaがいる。Smilasterias multiparaは、母親の胃の中で稚ヒトデまで成長し口から出てくる。
体外で保育する種では、反口側にもつ膜の中で育てるマクヒトデの仲間や、骨片の隙間で子を背負うコモチヒトデなどが挙げられる。また、体を丸めるように海底と体の間に隙間を作りその中で保育を行う種は多く、特に冷たい海では多様な群に認められる。なかには親と子がへその緒状のヒモで繋がった状態で保育する例も確認されている。

### 再生と分裂

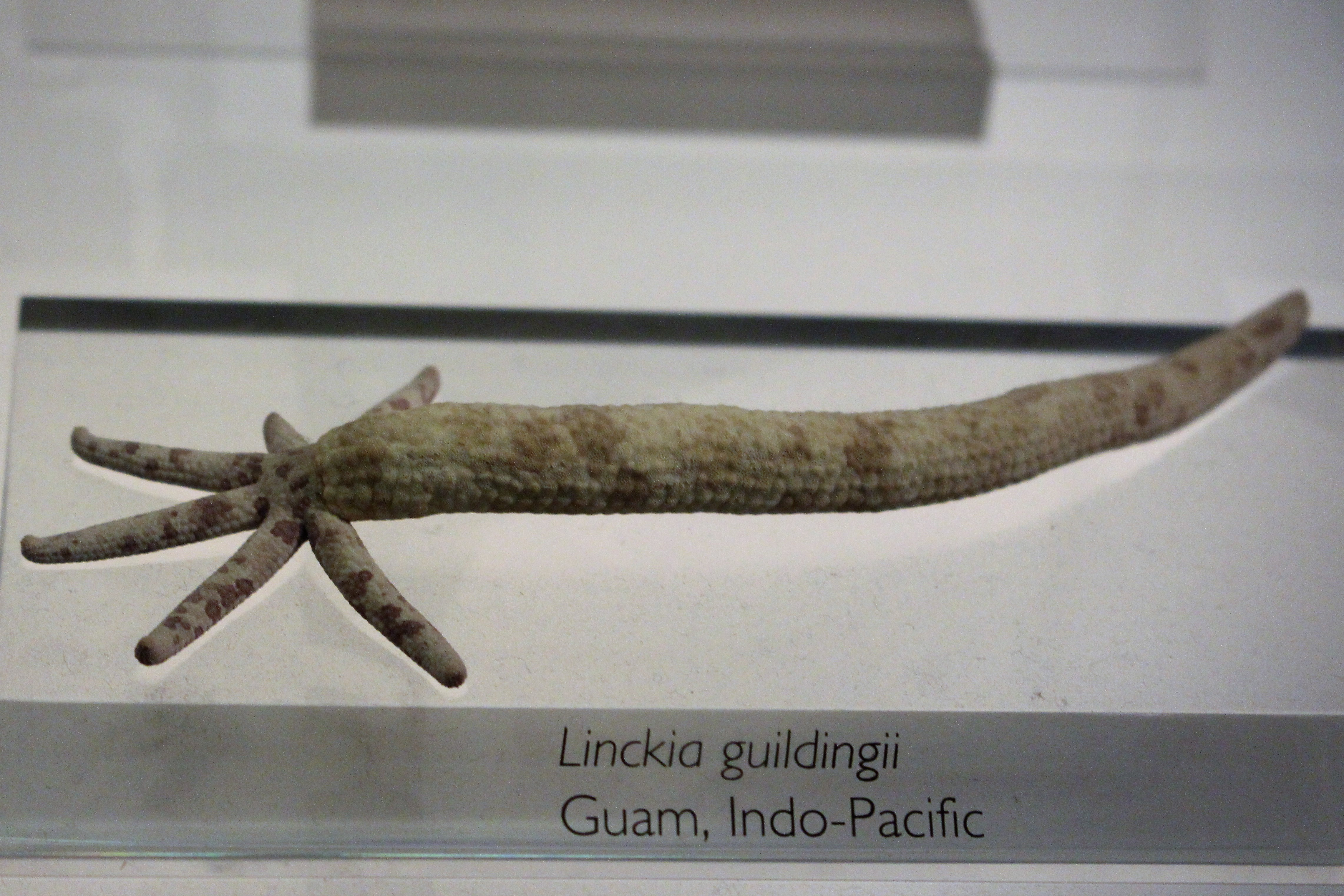
1本の腕から再生するホウキボシ類

ヒトデは強い再生力を持つことでも知られている。ヒトデの骨格は細かい骨片がキャッチ結合組織などで繋がって出来ているが、このキャッチ結合組織を緩めることで自由に体を自切することができる。そこからの再生力は強く、失った腕が再生するのはもちろん、盤さえ残っていれば半分に割れても元通りの体に再生する。大発生したキヒトデやオニヒトデを駆除しようとバラバラにしたところ、かえって数が増えるという例も報告されている。
このような自切は、基本的にトカゲのしっぽ切りのような自己防衛手段だが、積極的に分裂をして数を増やす無性繁殖をおこなう種が20種ほど確認されている。ヤツデヒトデは、腕を相対する2方向に広げ逆方向に引っ張り合って盤を半分に割って分裂する。分裂した個体は1年ほどを掛けて元の姿にもどるが、分裂を2年ごとに繰り返して数を増やしている。こうした分裂を行う種は、通常は1つしか持たない肛門や多孔板を複数持つものが多い。分裂をする種の中でも最も再生力が強い種がホウキボシの仲間である。ホウキボシは盤を失った1本の腕から体全体を復元することができる。このように1本の腕だけで完全に再生できる種は6種が確認されている。
また、幼生段階で分裂を行う種も確認されている。スナヒトデの仲間では、幼生の腕の先端に瘤のような二次幼生をつくりクローニングを行う。分裂した胚から再び幼生が発生することも確認されており、クローニングによって発生段階を繰り返すことができると考えられる。このような分裂を行う幼生は、発生を繰り返すことで長時間にわたって浮遊幼生段階を維持し、海流に乗ってより長距離を移動していると考えられる。

## 分類

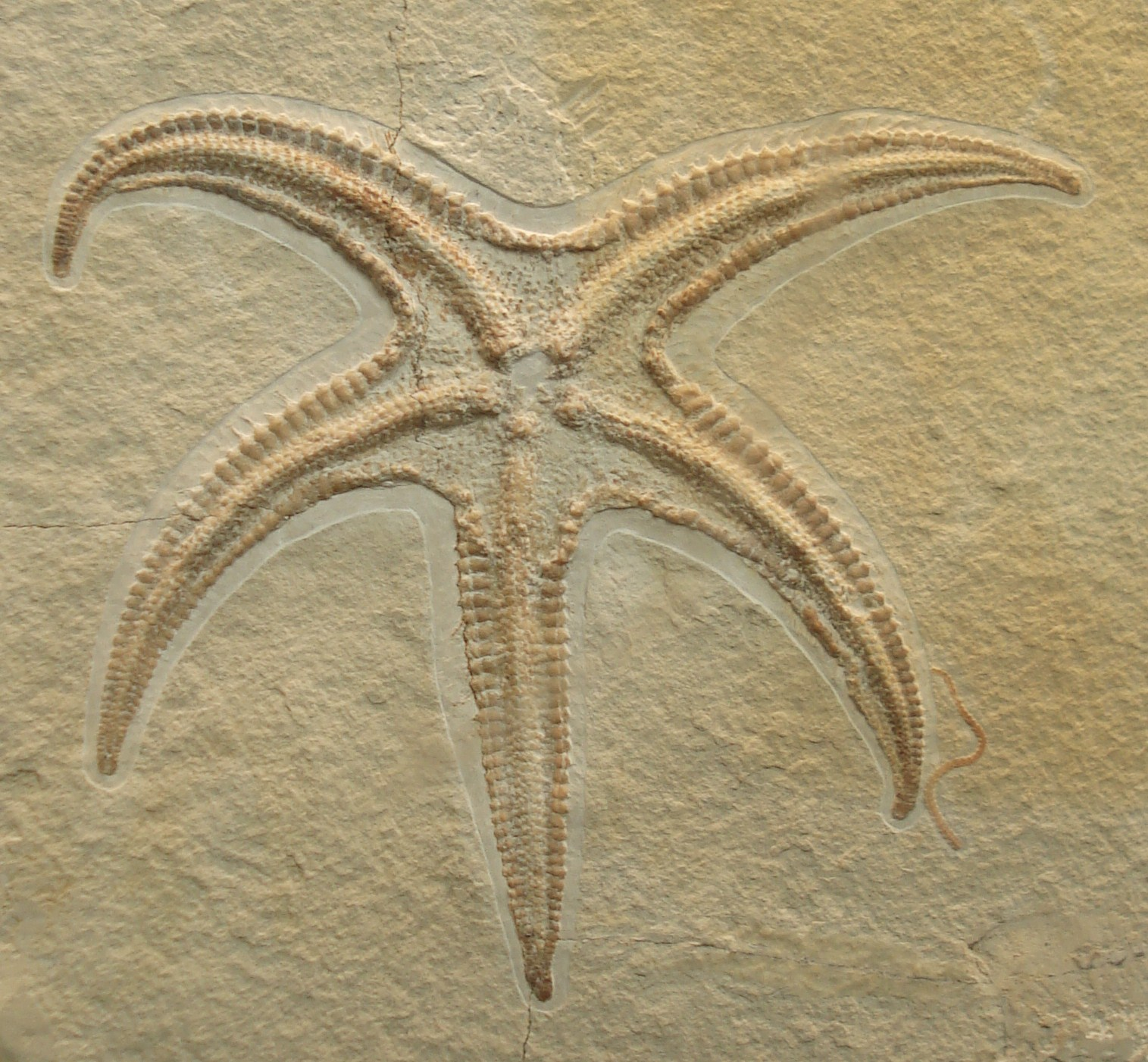
後期ジュラ紀のRiedaster reicheliの化石

棘皮動物は、カンブリア紀に急速に発展し、古生代を通じて20綱にも及んだ。ヒトデ綱もこの頃に分かれたと考えられる。オルドビス紀から綱の数は減り続けて二畳紀には6綱になる。二畳紀末の大量絶滅でウミツボミ綱が絶滅し、現生5綱が残った。現生5綱はいずれも五放射相称だが、その理由は分かっていない。現生5綱のうち、ウミユリ綱は固着性で茎を持つので有柄類と呼ばれ、早くから他の4綱から分かれた。残りの4綱は動き回ることから遊在類と呼ばれ、その中で歩帯を放射状に伸ばした星形亜門と、歩帯を閉じて球体になった有棘亜門に分かれた。ヒトデは星形亜門に属する。
|  | ナマコ綱（Holothuroidea） |
|  |                           |
|  | ウニ綱（Echinoidea）      |
|  |                           |

|  | クモヒトデ綱（Ophiuroidea） |
|  |                             |
|  | ヒトデ綱（Asteroidea）      |
|  |                             |

|  | ナマコ綱（Holothuroidea） |
|  |                           |
|  | ウニ綱（Echinoidea）      |
|  |                           |

|  | クモヒトデ綱（Ophiuroidea） |
|  |                             |
|  | ヒトデ綱（Asteroidea）      |
|  |                             |

|  | ナマコ綱（Holothuroidea） |
|  |                           |
|  | ウニ綱（Echinoidea）      |
|  |                           |

|  | クモヒトデ綱（Ophiuroidea） |
|  |                             |
|  | ヒトデ綱（Asteroidea）      |
|  |                             |

|  | ナマコ綱（Holothuroidea） |
|  |                           |
|  | ウニ綱（Echinoidea）      |
|  |                           |

|  | クモヒトデ綱（Ophiuroidea） |
|  |                             |
|  | ヒトデ綱（Asteroidea）      |
|  |                             |

### 下位分類
ヒトデ綱に属する目は、以下のものが知られる。このうちシャリンヒトデ目は発見当初に棘皮動物の6番目の綱とされていたが、後年のDNAの調査などでヒトデ綱の一部に位置づけられている。
- ウデボソヒトデ目 Brisingida
- マヒトデ目 Forcipulatida
- モミジガイ目 Paxillosida
- シャリンヒトデ目 Peripodida
- ヒメヒトデ目/ルソンヒトデ目 Spinulosida
- アカヒトデ目 Valvatida
- マクヒトデ目 Velatida

## 人間との関わり

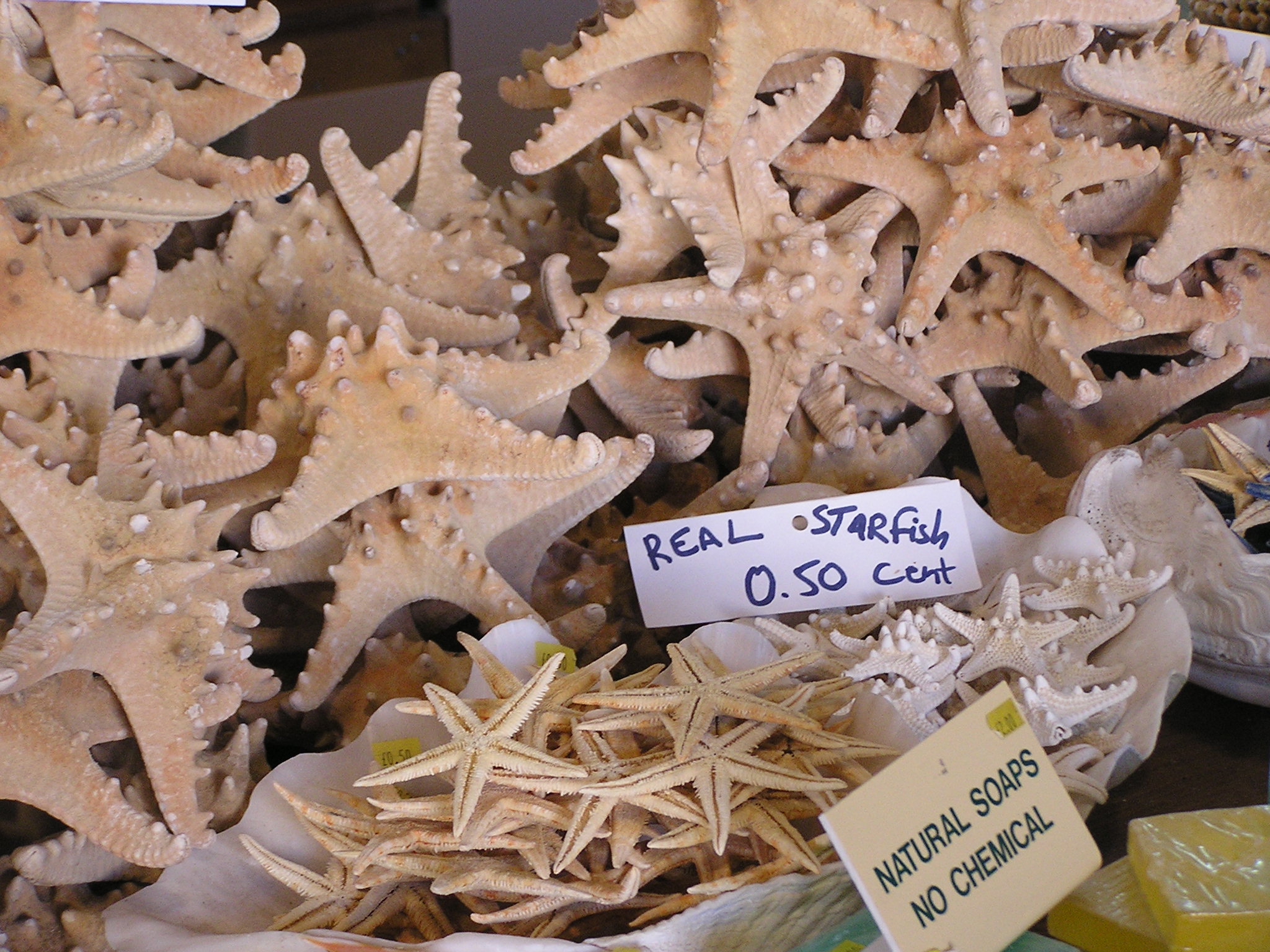
土産として売られる乾燥ヒトデ

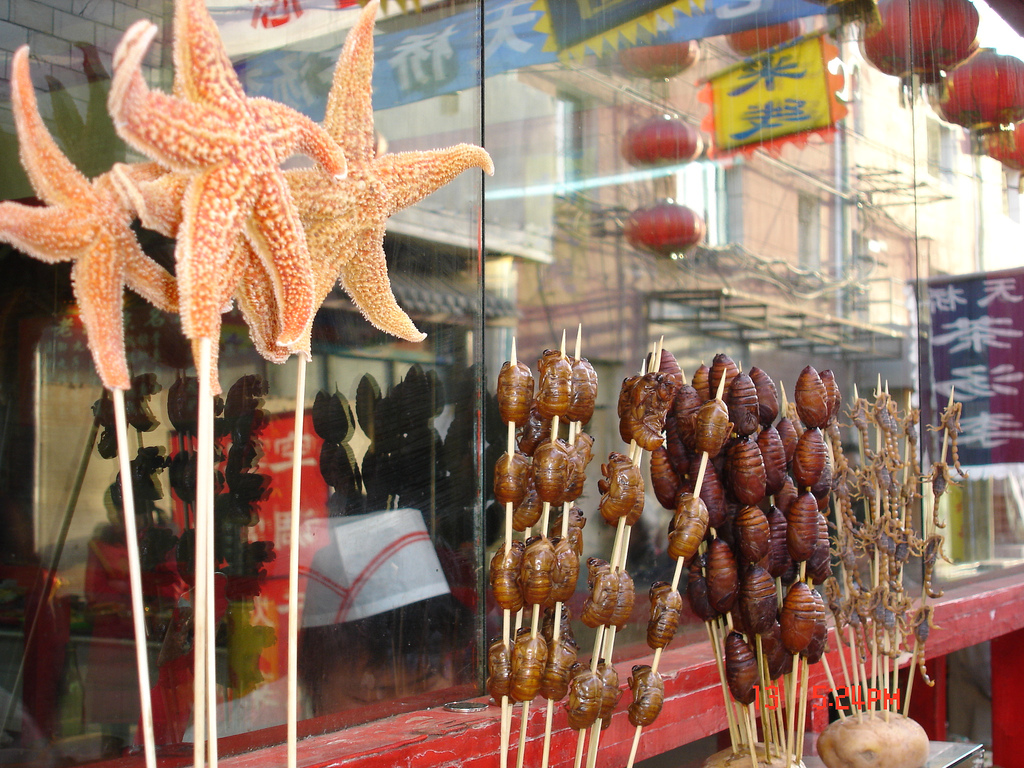
中国の屋台に並ぶ揚げヒトデ

ヒトデは、海岸で簡単に目にする事ができ、水族館のタッチプールでも定番のよく知られた水生生物である。星型の姿は好感を持たれることも多く、海辺のイラストなどでヒトデが描かれる事も多い。また、海辺の土産で乾燥したヒトデが販売される事や、観賞用に飼育されることもある。しかし、それ以外で実利的に利用されることはほとんど無い。

### 利用
ウニの生殖巣は好んで食べられるのに対し、ヒトデの生殖巣にはサポニンが多く含まれるため一般的に食用に適さない。しかし、キヒトデは比較的サポニンが少なく、九州の一部の地域では塩ゆでしてサポニンを抜いて生殖巣を食べている。また中国では焼ヒトデを食べたり、中国から東南アジアにかけては乾燥させたヒトデが販売され滋養強壮の薬として料理に入れたり酒に漬けたりする。ただし、モミジガイ類など猛毒のテトロドトキシンを持つ種もあり、知識なく食べることは危険である。
毒性を持つことを逆に利用する例もある。肥溜めや汲み取り式トイレにヒトデを入れるとウジの発生を抑える効果がある。また、その性質を利用して害虫駆除剤や害獣忌避剤の原料にされる。
学術的には、生物学の研究対象となることが多い。1969年にヒトデを人工授精させる方法が発見されると、同じ棘皮動物のウニと並んで発生学の主要な研究対象となっている。また、幼生など分裂はクローン研究の対象になっている。

### 被害
ヒトデと人間の関係で問題になるのは漁業被害である。ヒトデは度々大発生を起こし、海産資源に食害を与える。1982年のアサリ養殖の被害など、ホタテやカキなどの貝類を始めとし、時には刺網にかかる魚にも及ぶ。また、底引き網に大量のヒトデが掛かって漁具が壊れるなどの被害を与える事もある。
ヒトデは長距離を移動することはないが、人間によって運ばれてその先で問題を起こすこともある。日本近海に生息するキヒトデ類は、1980年代にタンカーのバラスト水に幼生が紛れてオーストラリアに移入し、タスマニア島で漁業被害や原産種を絶滅させるなど深刻な被害をもたらした。キヒトデは世界の侵略的外来種ワースト100に挙げられている。
人間に直接的に危害を加える例ではオニヒトデが挙げられる。オニヒトデは鋭い針をもち、刺すと毒腺から毒を注入する。オニヒトデ毒には肝臓性毒やアナフィラキシーショックを引き起こす物質も含まれており、ダイバーに死亡事故が起きた事もある。

## 他の生物との関係

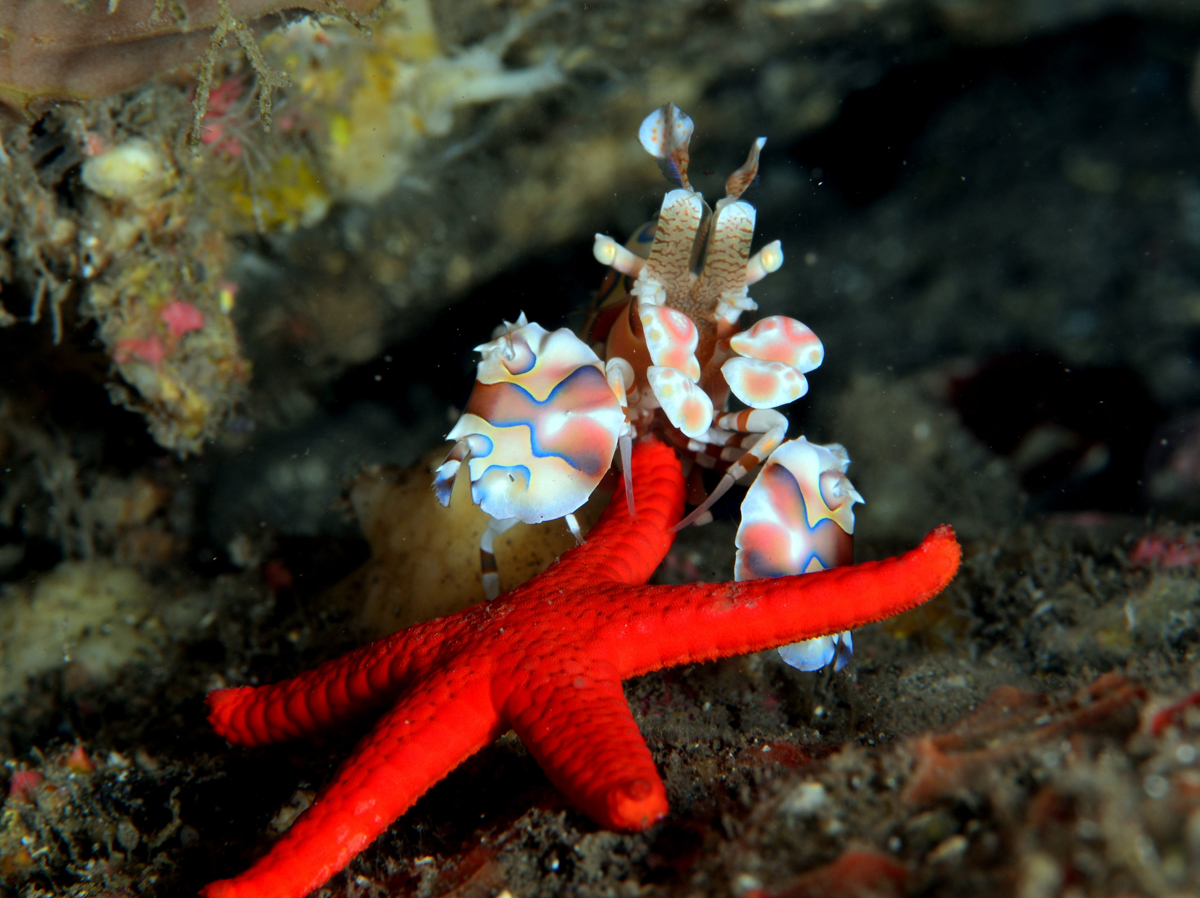
Fromia milleporellaを捕食するフリソデエビ

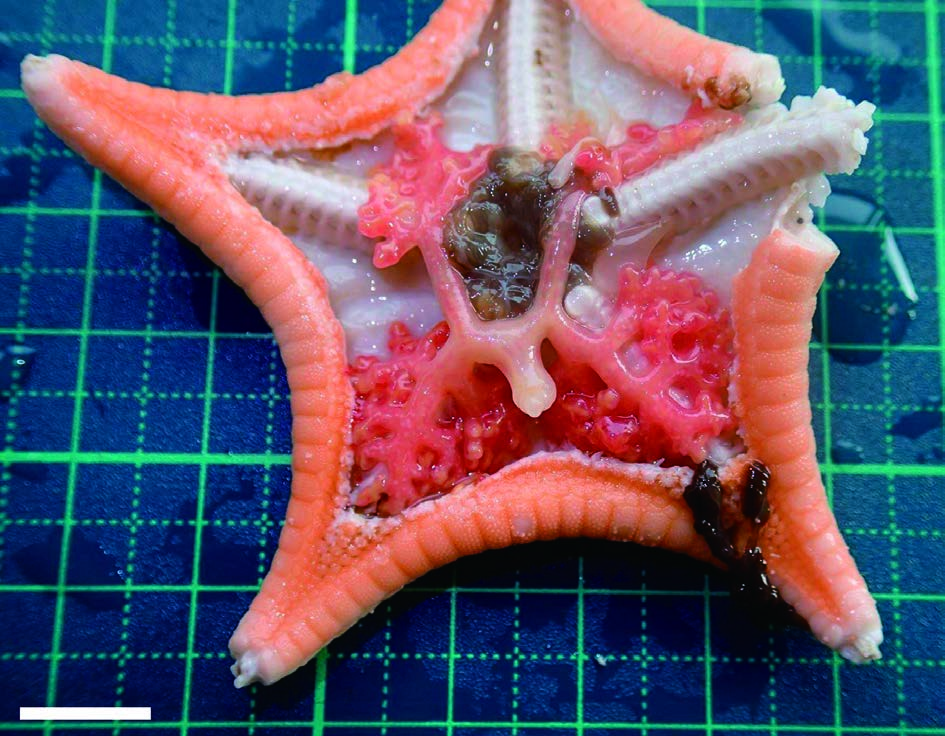
ヒトデの体内に寄生するユミヘリゴカクノシダムシ

自然界でヒトデが起す問題には、オニヒトデによるサンゴの食害が挙げられる。オニヒトデは珊瑚礁を形成する造礁サンゴを好んで食べ、その量は1個体で1年間に5から6平方メートルに及び、珊瑚礁の生態系あるいは観光産業に影響を与える。
その一方でヒトデは体内にサポニンを持つため、天敵となる動物は少ない。ヒトデを好んで食べる動物としては、ボウシュウボラなどのホラガイ、フリソデエビ、ヨコシマエビなどがあり、他にも同じヒトデ類・魚類・カニ・カモメ・ラッコなどが捕食する。
天敵が少ないヒトデは潮間帯の食物連鎖の頂点にいて、生物群集に大きな影響を与えるキーストーン種である。北アメリカの北西海岸沖の岩場で実験的にヒトデの数を減らしたところ、ムラサキイガイが大発生してその餌となる藻類が激減し、生物多様性が損なわれてしまった。こうした事は自然界でも起こっている。2013年にはアメリカ西海岸でアンビデンソウイルス属の感染拡大により数百万体のヒトデが病死してしまい、生態系のバランスが大きく崩れる事態になった。
ヒトデに寄生する生物は少なくない。体外に寄生する生物には、アオヒトデの口側に取りついて吻で体液を吸収する巻貝のヒトデナカセや、スナヒトデに寄生する多毛類のスナヒトデシリスなどがいる。体内に寄生する巻貝のアカヒトデヤドリニナは成長するとヒトデの表皮が瘤のように膨らんでくる。同じく体内に寄生するシダムシ属はフジツボに近い甲殻類だが、一見するとヒトデの臓器と見違えるほど姿を変える。
また、ヒトデの体外で共生する生物にはクラゲムシやヒトデヤドリエビなどがおり、肛門から体内に入って共生する生物にはカクレウオがいる。